# 阿根廷足球乙级大都会区联赛
阿根廷足球乙级大都会区联赛（西班牙語：Primera B Metropolitana），是阿根廷足球联赛系统的第 3 級別和兩個第 3 級別聯賽的其中之一。另一聯賽是阿根廷全國足球甲級聯賽。
阿根廷足球乙级大都会区联赛是由21間球會，主要從布宜諾斯艾利斯和大都市區（大布宜諾斯艾利斯）組成。

## 形式
阿根廷足球乙级大都会区联赛採用雙循環賽制。一個賽季中每隊球隊需要於自己的主場和對手主場對賽。
積分排名最高的球會，在賽季結束時自動晉升為阿根廷足球乙級聯賽。積分排名第二至第五的球隊需進行升班資格賽，得勝球隊才能得到升為阿根廷足球乙級聯賽資格。
而2個積分排名最低的球會將被降級至阿根廷足球丙級聯賽作賽。

## 外部連結
- Primera B Metropolitana at AFA website （页面存档备份，存于） （西班牙文）